# 愛冠站

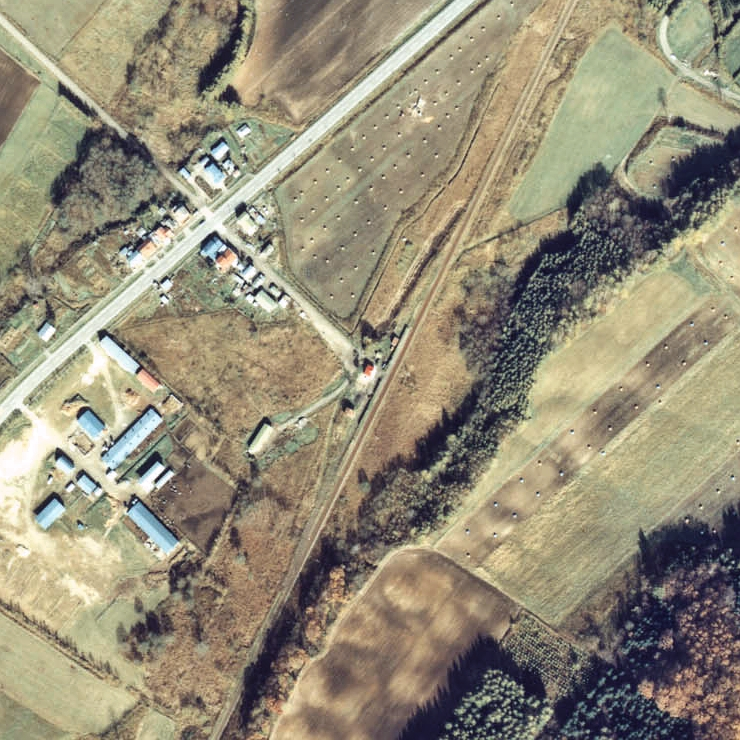
1977年國鐵池北線時代的愛冠站與方圓500米範圍。上方是北見方向。

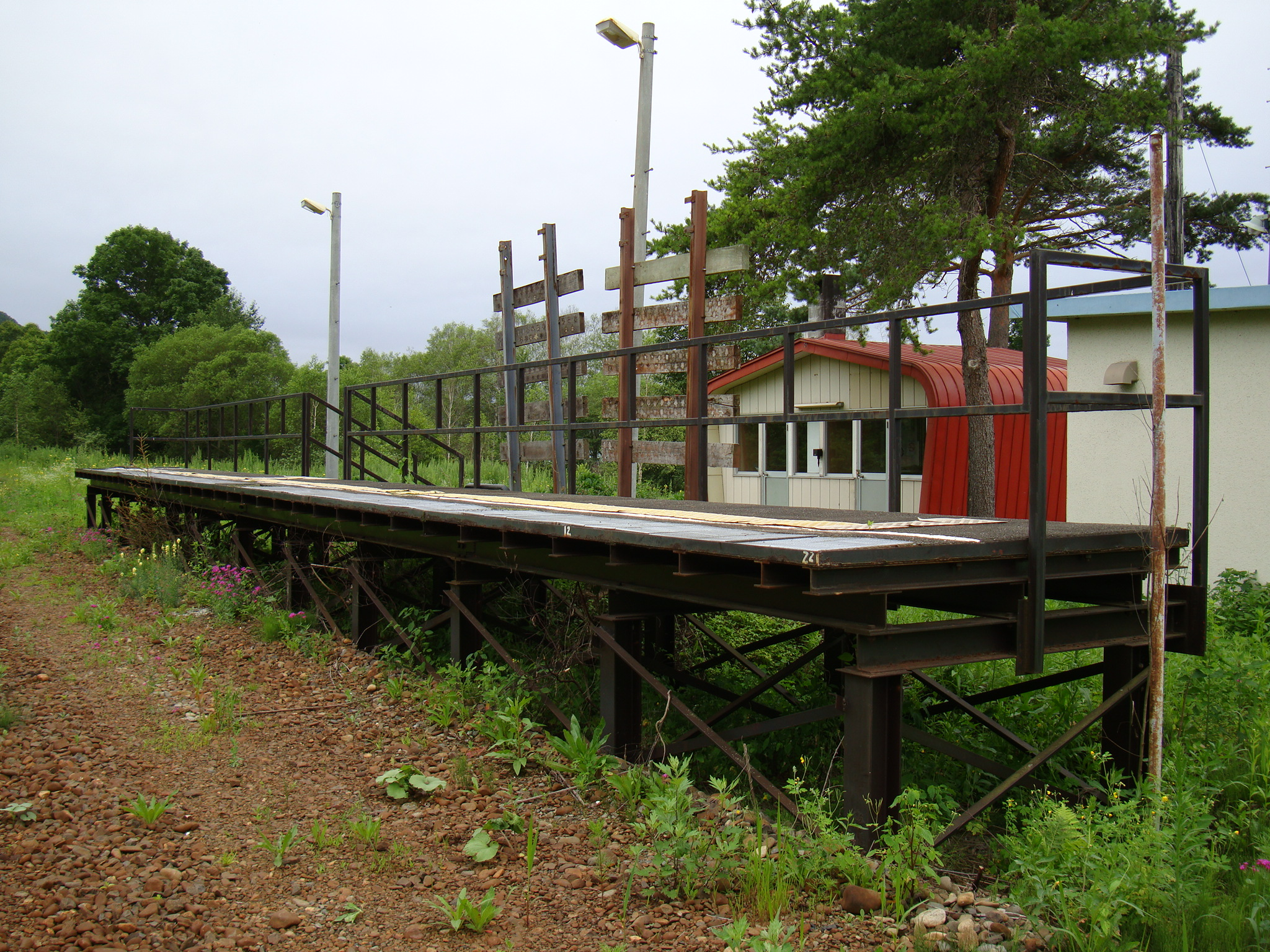
廢除後的月台。路軌已經撤走。

愛冠站（日语：／ Aikappu eki */?）是位於北海道足寄郡足寄町愛冠35番12號，北海道池北高原鐵道的故鄉銀河線車站（廢站）。隨著故鄉銀河線廢線，車站在2006年（平成18年）4月21日廢除。

## 歷史
- 1946年（昭和21年）9月10日 - 運輸省網走本線臨時乘隆場（日语：仮乗降場）（局（日语：鉄道管理局）設定）啟用。
- 1949年（昭和24年）6月1日 - 日本國有鐵道成立，成為日本國有鐵道車站。
- 1952年（昭和27年）3月25日 - 升級為旅客車站，成為愛冠站[3]。開始處理行李。
- 1961年（昭和36年）
  - 4月1日 - 池田至北見之間改名為池北線，成為池北線車站[4][5]。
  - 5月1日 - 成為業務委託車站[5]。
- 1977年（昭和52年）4月28日 - 成為無人車站[6]。結束處理行李。
- 1987年（昭和62年）4月1日 - 伴隨國鐵分割民營化，車站由北海道旅客鐵道（JR北海道）營運[7]。
- 1989年（平成元年）6月4日 - 北海道池北高原鐵道繼承池北線[4][8][9][10][11][12][13]。
- 2006年（平成18年）4月21日 - 故鄉銀河線全線廢除[1][14]，此站也廢除。

## 車站構造
截至車站廢除前，此站是地面車站，設有1面1線的單式月台。車站大樓外型為皇冠型，以配合該站名。

## 車站周邊
車站附近數間民居。
- 十勝巴士（日语：十勝バス）「愛冠」巴士站

## 吉祥站名
由於此站的日文讀法也可譯作「愛之伴侶」，因此受情侶們歡迎。在1989年（平成元年）和1991年（平成3年）舉行婚禮。與愛冠站相關的吉祥車票也比較暢銷。站前設有名為「愛之泉」的飲水機。站前的橋樑名為「結婚橋」。截至2014年6月，「愛之泉」還可正常代用，愛冠站車站大樓已經上鎖，不可進入廁所和候車室。

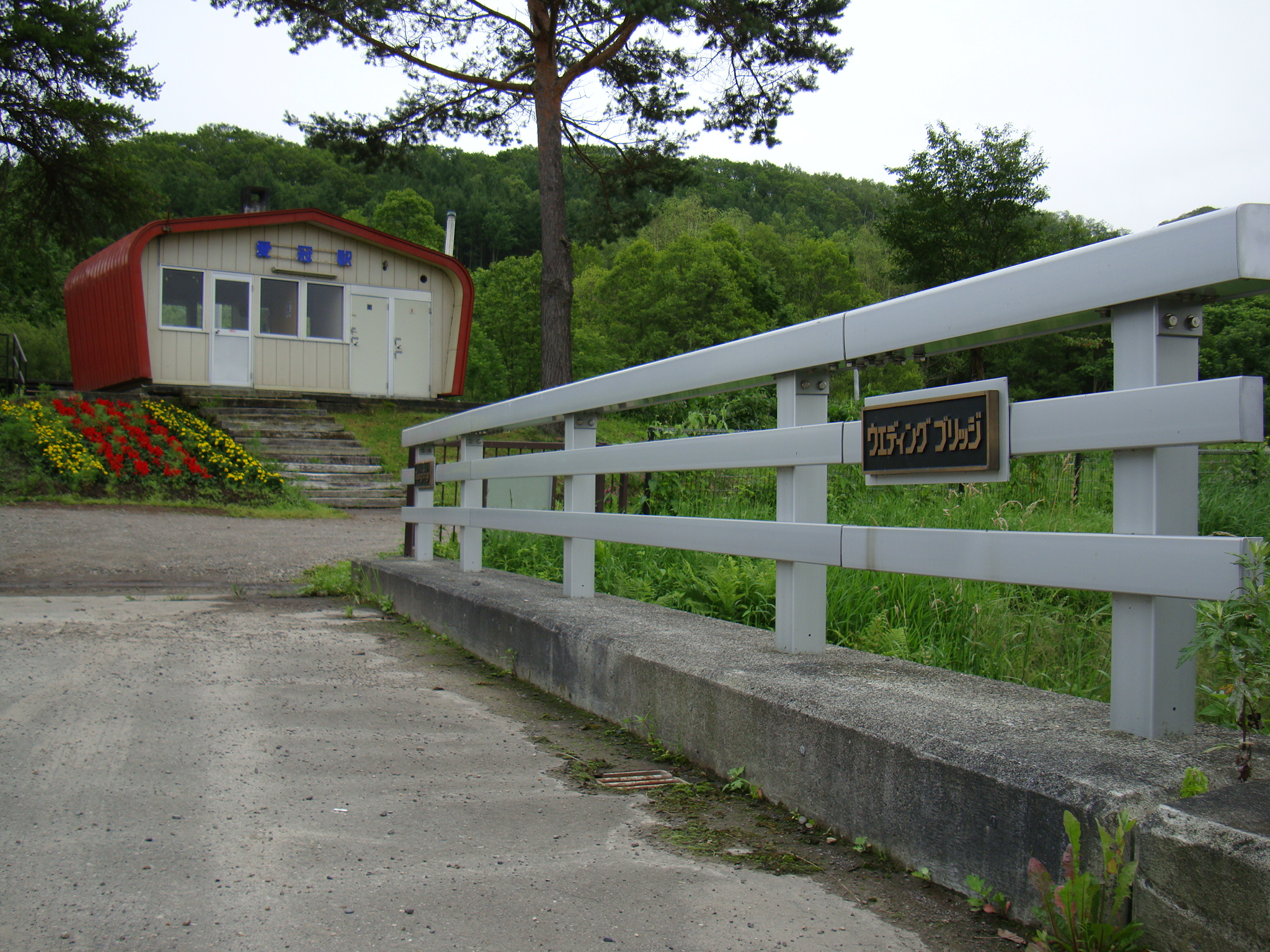
結婚橋
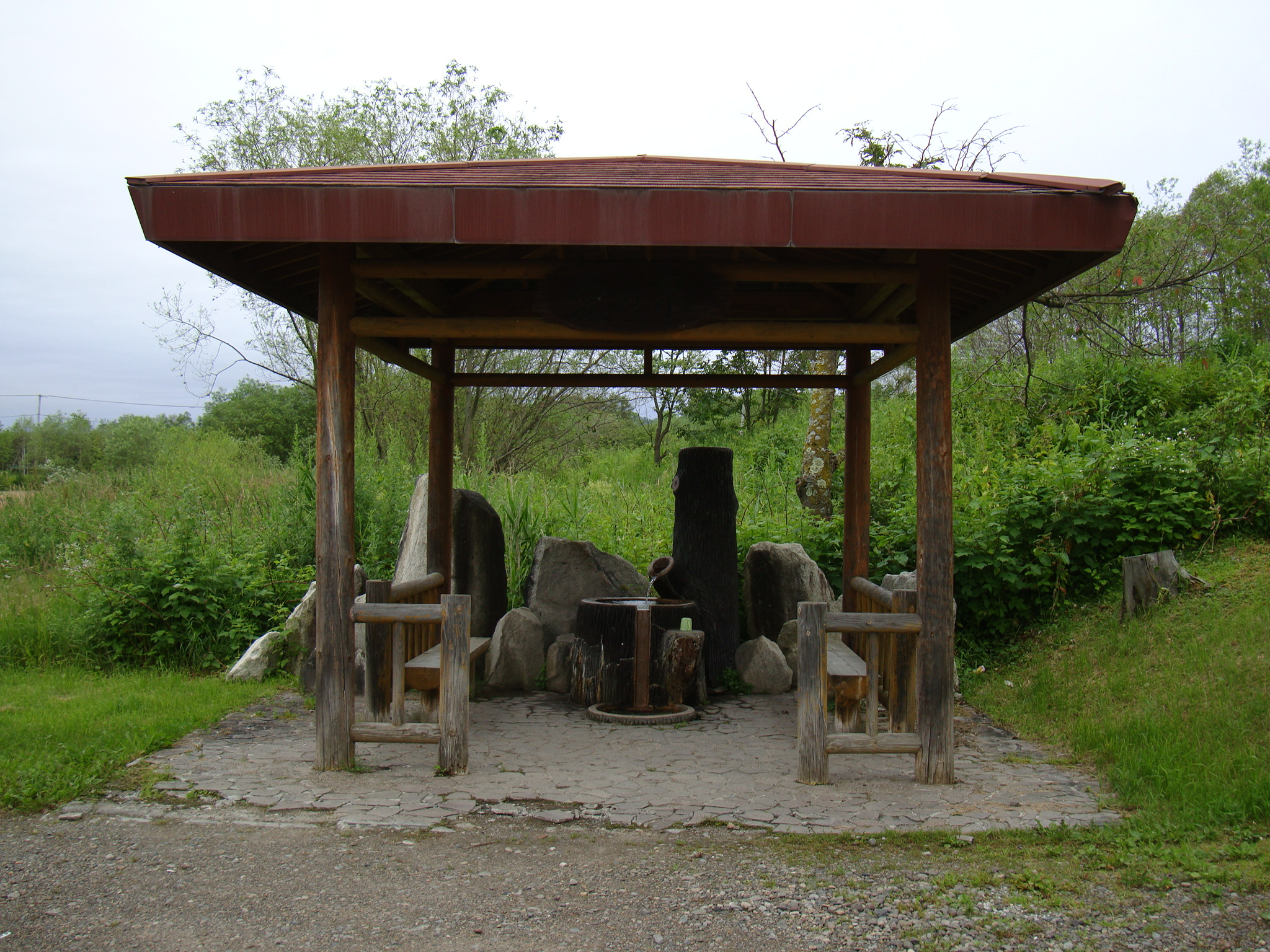
愛之泉
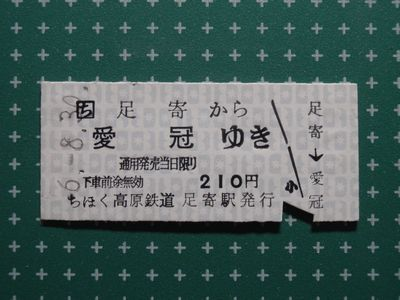
足寄→愛冠的硬式車票

## 相鄰車站
北海道池北高原鐵道
故鄉銀河線
足寄－愛冠－西一線

## 注腳
1. 1 2 3  北見現代史編集委員会（編集）. . 北見市: 981頁. 2007-01 （日语）.
2. ↑  《10年》 p. 104
3. ↑  《JR釧路支社》 p. 91
4. 1 2   田中和夫（監修）. . 上巻 国鉄・JR線. 北海道新聞社（編集）. 2002-07-15: 236–237頁. ISBN 978-4-89453-220-5. ISBN 4-89453-220-4 （日语）.
5. 1 2  《JR釧路支社》 p. 96
6. ↑  《JR釧路支社》 p. 108
7. ↑  太田幸夫.  1. 札幌市: 富士コンテム. 2004-02-29: 139. ISBN 4-89391-549-5 （日语）.
8. ↑  田中和夫（監修）. . 下巻 SL・青函連絡船他. 北海道新聞社（編集）. 2002-12-05: 222頁–223頁. ISBN 978-4-89453-237-3. ISBN 4-89453-237-9.
9. ↑  北見現代史編集委員会（編集）. . 北見市: 952頁,954頁. 2007-01 （日语）.
10. ↑  ふるさと銀河線10周年記念事業実行委員会（編集）. : 21–24頁、95頁. 1999-06-04 （日语）.
11. ↑  . 北海道新聞 (北海道新聞社). フォト北海道（道新写真データベース）. 1989-06-03  [2016-11-25]. （原始内容存档于2016年11月25日） （日语）.
12. ↑  《JR釧路支社》 p. 122
13. ↑  《10年》 p. 105
14. ↑  . 北海道新聞 (北海道新聞社). フォト北海道（道新写真データベース）. 2006-04-21  [2016-11-25]. （原始内容存档于2016年11月25日） （日语）.
15. ↑  《10年》 p. 27
16. ↑  《10年》 p. 34
17. ↑  《10年》 p. 48